# ガダルカナル州
ガダルカナル州（ガダルカナルしゅう、英語: Guadalcanal Province）はソロモン諸島の州。ソロモン諸島中部の州であり、ガダルカナル島を中心としている。行政府所在地は首都でもあるガダルカナル島のホニアラ。2019年の人口は154,150人。
なおホニアラは1983年7月に首都地域（Capital Territory）としてガダルカナル州から分離し、1995年5月26日に首都地域が廃止されガダルカナル州へ再度編入されたが、その後も行政上は独立した特別市として存続している。